# La Estancia, Zacatecas
La Estancia är en ort i Mexiko.   Den ligger i kommunen Nochistlán de Mejía och delstaten Zacatecas, i den centrala delen av landet, 400 km nordväst om huvudstaden Mexico City. La Estancia ligger 1 910 meter över havet och antalet invånare är 396.
Terrängen runt La Estancia är kuperad västerut, men österut är den platt. Runt La Estancia är det ganska glesbefolkat, med 42 invånare per kvadratkilometer. Närmaste större samhälle är Nochistlán, 13,1 km sydväst om La Estancia. I omgivningarna runt La Estancia växer huvudsakligen savannskog.